# Félix H. Cuevas
Félix H. Cuevas (Panamá, 29 de julio de 1943) es un profesor y escritor panameño.
Cuevas se graduó en 1970 como licenciado y profesor de Segunda Enseñanza con especialización en Matemática y Física, en la Universidad de Panamá. Es autor de una serie de libros de texto de Matemática para la escuela primaria hasta el noveno grado de la educación básica general, utilizados por el sistema educativo público panameño. También es autor de muchos libros de Matemática Teórica I y II (Álgebra y Cálculo Diferencial) para uso de la Universidad Tecnológica de Panamá. Es el actual presidente de la Asociación de Centros Educativos de Particulares de Panamá.